# Antonín Tlusťák
Antonín Tlusťák, (7 de marzo de 1982, Zlín, República Checa) es un piloto de rally.
Actualmente vive en Raková (República Checa). Corre para el equipo A.T. Motorsport.

## Carrera
Antonín Tlusťák corre en rally desde el año 2000. Actualmente corre con la marca checa Škoda. Es un piloto que ha corrido en equipos con historia como Peugeot, Citroën y Honda. Su mayor logro es el Campeonato de IRC en el año 2008.
Actualmente, Antonín, está corriendo el Campeonato de Europa de Rally con un Škoda Fabia S2000 y el Campeonato Checo de Rally con un Mitsubishi Lancer WRC 05.

## Palmarés
Tlusťák fue Campeón de Rally de la República Checa en el grupo N y ha ganado el Campeonato de dos ruedas motrices 2WD del IRC, además del Rallye Antibes Côte d'Azur en 2006 y 2008. 

## Resultados

### Campeonato de Europa
| Año  | Equipo                    | Coche             | 1       | 2      | 3      | 4     | 5      | 6     | 7     | 8   | 9   | 10  | 11  | 12  | Posic. | Puntos |
| ---- | ------------------------- | ----------------- | ------- | ------ | ------ | ----- | ------ | ----- | ----- | --- | --- | --- | --- | --- | ------ | ------ |
| 2013 | GPD Mit Metal Racing Team | Škoda Fabia S2000 | AUT Ret | LIE 17 | CAN 10 | AZO 9 | COR 11 | YPR 9 | RUM 9 | BCZ | POL | CRO | SAN | VAL | 35º    | 7      |